# James Collinson
James Collinson, född 9 maj 1825 i Mansfield, Nottinghamshire, död 24 januari 1881 i Camberwell, London, var en brittisk målare; en av de ursprungliga medlemmarna av det prerafaelitiska brödraskapet.

## Biografi
Collinson föddes i Mansfield och var son till en bokhandlare. På Royal Academy School var han klasskamrat med Holman Hunt och Dante Gabriel Rosetti, varav den senare uppskattade hans konst och inbjöd honom till prerafaelitiska brödraskapet. Han blev dock aldrig särskilt engagerad i brödraskapet, kanske för att han var nybliven katolik, och efter några år lämnade han prerafaeliterna och slutade ställa ut konst. Omkring 1854 återupptog han sin karriär som konstnär och gifte sig med en bekant till John Rogers Herbert. Under resten av sitt liv målade han främst genremotiv. Han var medlem i Society of British Artists fram till 1880, året före hans död.

## Verk
Collinson målade bland annat Sankta Elisabet av Ungern ödmjukar sig inför den korsfäste Kristus i enlighet med prerafaeliternas ideal gällande färgskala, komposition och formspråk.

## Galleri

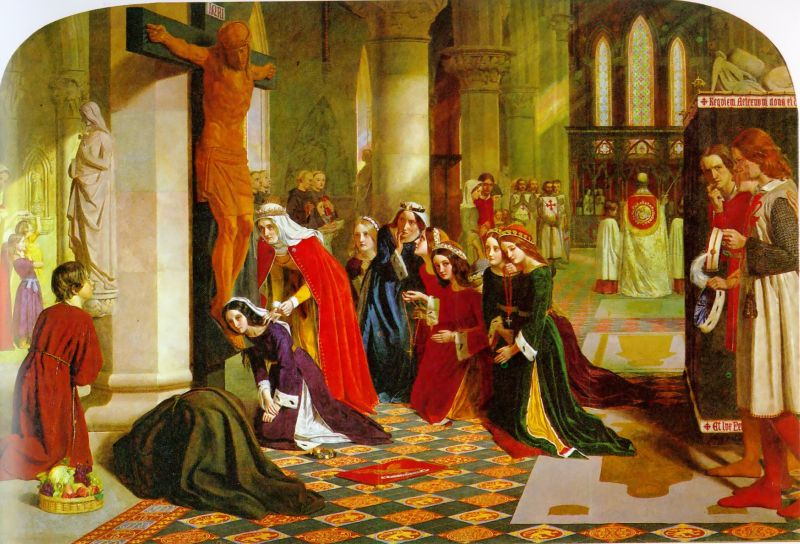
The Renunciation of St. Elizabeth of Hungary (1848 - 1850)
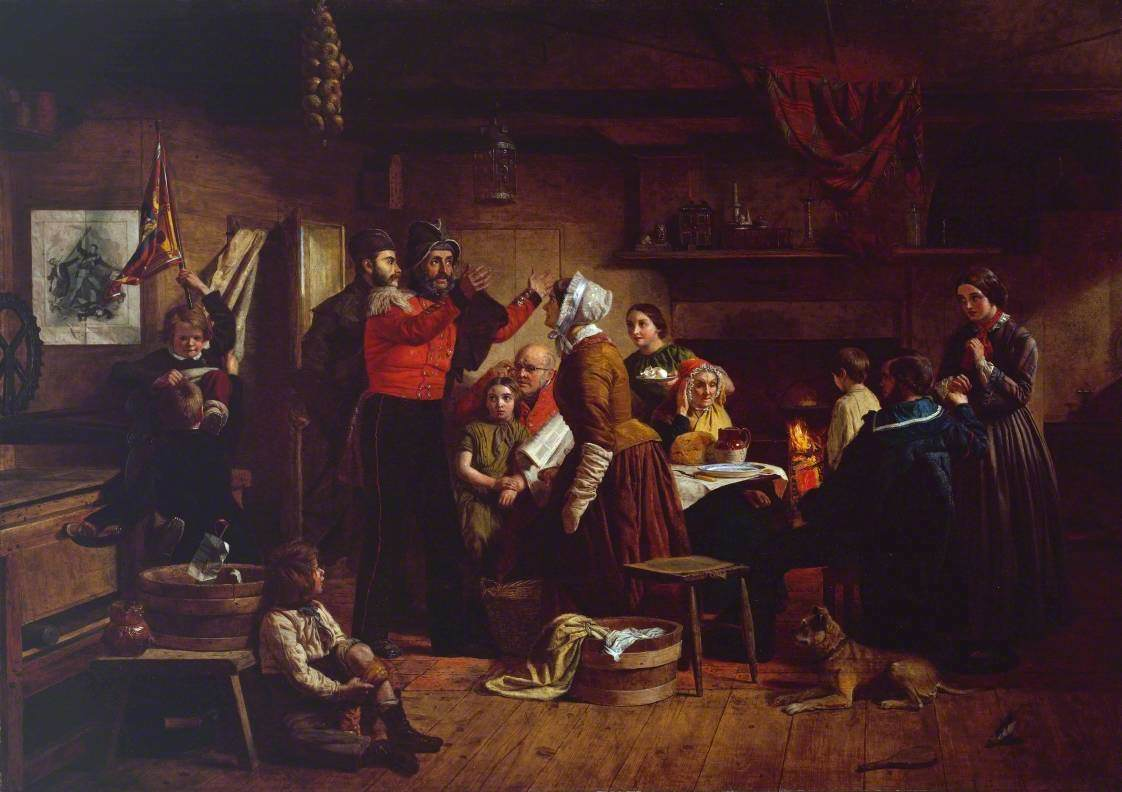
Home Again (1856)
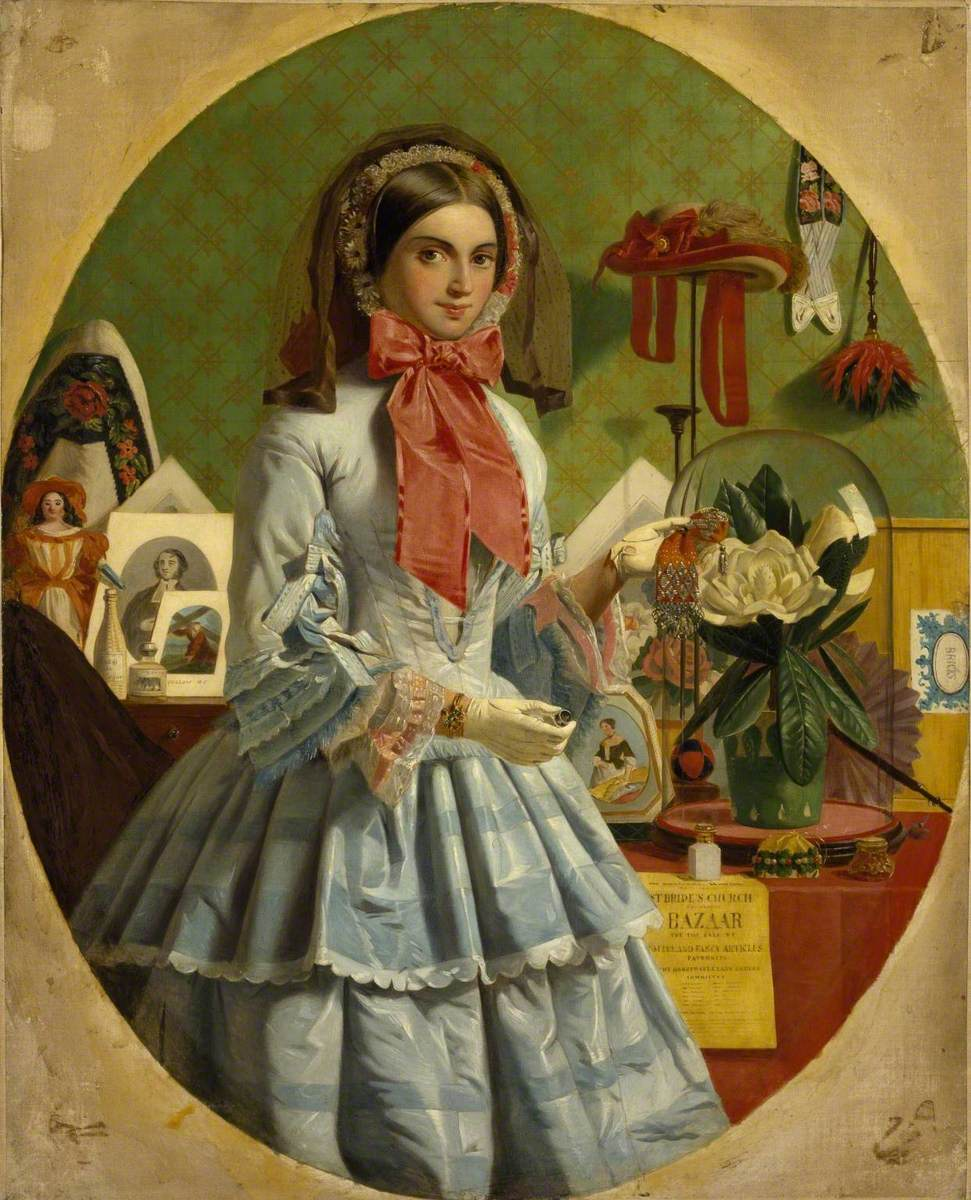
The Empty Purse (1857)
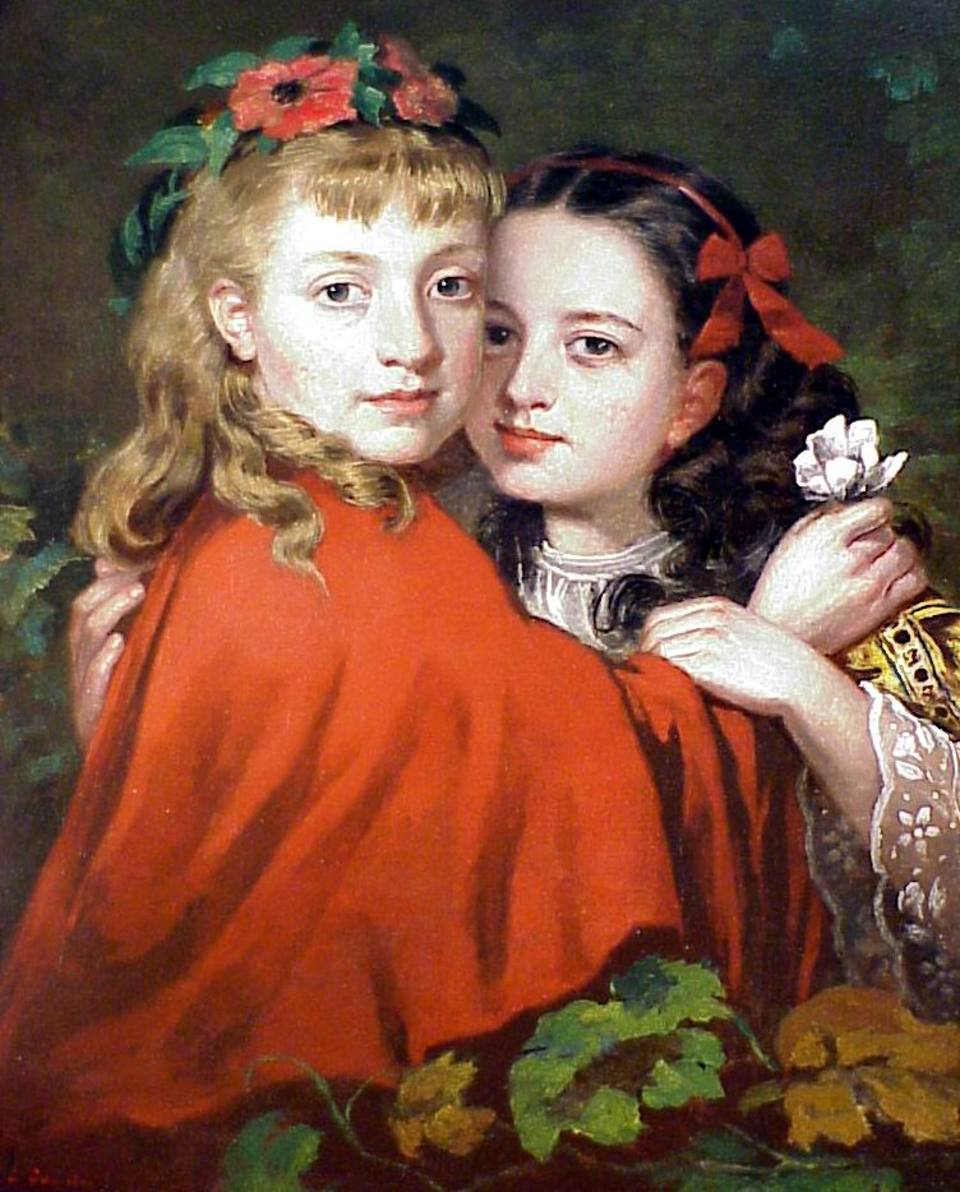
The Sisters (1860)
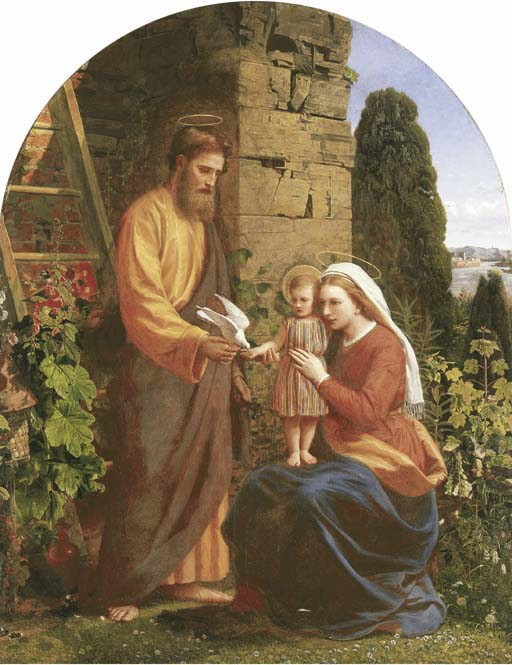
The Holy Family (1878)